# Грабарь, Александр Александрович
Александр Александрович Грабарь (русин. Александер Грабарь; 17 августа 1883 года, Будапешт, Австро-Венгрия — 1959 год, Ужгород, Украинская ССР) — русинский учёный, культурный деятель, педагог и художник. Основатель карпатской орнитологии и автор первых книг по орнитологии на русинском языке.

## Биография
Родился 17 августа 1883 года в Будапеште. В 1902 году окончил гимназию в Ужгороде и в 1903 году, будучи студентом биологического факультета Будапештского университета, опубликовал свою первую работу по орнитологии. Окончил биологический факультет в 1906 году. Работал учителем биологии и философии в Ужгородской гимназии. За свой вклад в орнитологию был награждён дипломом Ужгородского королевского орнитологического общества. С 1944 года работал директором, заместителем директора и заведующим отделением Закарпатского краеведческого музея в Ужгороде. В 1945 году был профессором Ужгородского университета.
В 1925 году обнаружил редкого для Закарпатья орла-карлика. Его самая известное сочинение «Птатство Подкарпатской Руси», опубликованное в 1931 году в журнале «Подкарпатска Русь», описывает 278 видов и подвидов птиц Закарпатья и частично современной Словакии. Научная работа была написана на русинском языке и представляет оригинальные научные названия птиц на этом языке. Собрал уникальное собрание чучел хищных птиц и сов (в настоящее время хранится в зоомузее Ужгородского университета).
Кроме орнитологии занимался искусством. Писал картины в импрессионистском стиле; по своему стилю относится к подкарпатской школе импрессионистов.
Скончался в 1959 году в Ужгороде. Похоронен на Ужгородском кладбище на горе Кальвария.

## Сочинения
- Ay urali bagoly fészkelése a Kárpátokban //Természet-tudományi kőzlőny, Budapest, 1903
- Beobachtungen űber die Uraleule //Aquila, t. 32-33, 1935—1926
- Gyps fulvus, Nyctea nivea, Aegolius Teugmalnni
- A. nyérc Uyshorodon (Putorius lutreola) //Kárpati vadász Berehovo-Beregszasz, 1928
- Птатство Подкарпатской Руси //Подкарпатська Русь, р.8. Ужгород, 1931
- Туруни Подкарпатской Руси (Carabini Carpathorossiae) // Подкарпатска Русь, р.8. Ужгород, 1931—1932
- Ptactvo na Podkarpatské Rusi // Sbornik Zemské Musejni Společnosti v Užhorodé, 1932
- Уральська сова на Подкарпатскої Руси // Подкарпатска Русь, р. 10 Ужгород, 1933
- Важки Подкарпатскої Руси (Odonata Carpathorossica)
- Die Verbreitung des weissen Storches (Ciconia c. ciconia L.) im Hordungarischen Karpathen-vorland in den Jahren 1933—1934 // Aquila. t. 46-49, Budapest, 1939
- Хижое птатство Подкарпаття // Зоря, Hajnal, 1942, Унгвар, I, № 1-2, 1941, II, № 1-2